# Світова серія боксу 2017
VII-ий сезон світової серії боксу розпочався 3 лютого 2017 року.

## Формат змагань
В змаганнях беруть участь 12 команд розподілених за географічним принципом на три групи по 4 команди в кожній. Команди проводять між собою по два поєдинки: вдома і на виїзді. Матчева зустріч складається з п'яти боїв у п'яти вагових категоріях. 

## Група А
| Команда               | Очки | Матчі   | Матчі   | Матчі   | Бої     | Бої     | Бої     |
| Команда               | Очки | Загалом | Перемог | Поразок | Загалом | Перемог | Поразок |
| --------------------- | ---- | ------- | ------- | ------- | ------- | ------- | ------- |
| Domadores de Cuba     | 16   | 6       | 5       | 1       | 30      | 24      | 6       |
| Colombia Heroicos     | 15   | 6       | 5       | 1       | 30      | 20      | 10      |
| Caciques de Venezuela | 7    | 6       | 2       | 4       | 30      | 12      | 18      |
| Argentina Condors     | 1    | 6       | 0       | 6       | 30      | 4       | 26      |

| 03.02.2017 | Domadores de Cuba                                                               | 5 — 0                       | Caciques de Venezuela                                                            | Гавана                              |  |
|            | Хоаніс Архілагос Хав'єр Ібанес Діас Енді Круз Гомес Арлен Лопес Ерісланді Савон | 3 — 0 3 — 0 3 — 0 3 — 0 RSC | Джефферсон Бланко Йоні Бланко Йоельвіс Ернандес Кейбер Гонсалес Рональд Гонсалес | Стадіон: «Coliseo Ciudad Deportiva» |  |

| 03.02.2017 | Argentina Condors                                                      | 1 — 4                         | Colombia Heroicos                                                       | Буенос-Айрес                                   |  |
|            | Леандро Бланк Еліас Гонсалес Ронан Санчес Анхель Лінгуа Франко Косерес | 1 — 2 1 — 2 3 — 0 0 — 3 0 — 3 | Юберхен Мартінес Джон Мартінес Хосе Тордецілла Хорхе Вівас Деівіс Хуліо | Стадіон: «Estadio Federación Argentina de Box» |  |

| 17.02.2017 | Domadores de Cuba                                                                 | 5 — 0                          | Argentina Condors                                                      | Гавана                              |  |
|            | Йосвані Вейтія Армандо Мартінес Роніель Іглесіас Хуліо Сезар Ла Круз Хосе Лардует | 3 — 0 3 — 0 3 — 0 3 — 0 RSC R1 | Рамон Куірога Хоель Мафадуат Федеріко Шеніна Хуан Різо Кевін Еспіндола | Стадіон: «Coliseo Ciudad Deportiva» |  |

| 17.02.2017 | Colombia Heroicos                                                              | 4 — 1                         | Caciques de Venezuela                                                       | Картахена                                        |  |
|            | Цейбер Авіла Джон Гутьєрес Александр Рангель Хуан Каррілльйо Крістіан Сальцедо | 3 — 0 0 — 2 3 — 0 3 — 0 3 — 0 | Франклін Гонсалес Крістіанн Палацціо Хесус Корреа Налек Корбай Едгар Муньос | Стадіон: «Coliseo De Combate Bernardo Caraballo» |  |

| 03.03.2017 | Colombia Heroicos                                                        | 3 — 2                         | Domadores de Cuba                                                               | Картахена                                        |  |
|            | Юберхен Мартінес Леонель Нуньєс Хосе Тордецілла Хорхе Вівас Деівіс Хуліо | 3 — 0 1 — 2 0 — 3 2 — 1 2 — 1 | Хоаніс Архілагос Хав'єр Ібанес Діас Енді Круз Гомес Арлен Лопес Ерісланді Савон | Стадіон: «Coliseo De Combate Bernardo Caraballo» |  |

| 03.03.2017 | Caciques de Venezuela                                                        | 3 — 2                          | Argentina Condors                                                            | Варгас                            |  |
|            | Анджеліно Кордова Хосе Діас Азокар Луіс Аркон Ендрю Сааведра Альфонсо Флорес | 1 — 2 RSC R1 3 — 0 3 — 0 0 — 3 | Леандро Бланк Еліас Гонсалес Ронан Санчес Леандро Альмірон Альберто Перальта | Стадіон: «Domo José María Vargas» |  |

| 17.03.2017 | Colombia Heroicos                                                             | 5 — 0                          | Argentina Condors                                                     | Картахена                                        |  |
|            | Цейбер Авіла Дуван Зулета Александр Рангель Хуан Каррілльйо Крістіан Сальцедо | 3 — 0 3 — 0 3 — 0 RSC R1 3 — 0 | Рамон Куірога Хоель Мафадуат Федеріко Шеніна Хуан Різо Луіс Кальдерон | Стадіон: «Coliseo De Combate Bernardo Caraballo» |  |

| 17.03.2017 | Caciques de Venezuela                                                              | 2 — 3                       | Domadores de Cuba                                                                 | Варгас                            |  |
|            | Йоель Фіноль Луіс Кабрера Габріель Маестре Альберт Рамірес Дюран Енріке Дос Сантос | 3 — 0 0 — 3 1 — 2 — 1 KO R1 | Йосвані Вейтія Армандо Мартінес Роніель Іглесіас Хуліо Сезар Ла Круз Хосе Лардует | Стадіон: «Domo José María Vargas» |  |

| 31.03.2017 | Argentina Condors                                                      | 1 — 4                          | Domadores de Cuba                                                                       | Росаріо                          |  |
|            | Леандро Бланк Бріан Аргуелло Ронан Санчес Анхель Лінгуа Яміль Перальта | 2 — 1 0 — 3 0 — 3 RSC R1 0 — 3 | Хорхе Грінан Хав'єр Ібанес Діас Енді Круз Гомес Ослейс Іглесіас Естрада Ерісланді Савон | Стадіон: «Club Sportivo América» |  |

| 31.03.2017 | Caciques de Venezuela                                                                    | 1 — 4                        | Colombia Heroicos                                                               | Варгас                            |  |
|            | Йонні Кальдеронес Хосе Діас Азокар Луіс Аркон Діас Йохан Гонсалес Альфонсо Флорес Міллан | ABD R4 0 — 3 — 0 0 — 3 0 — 3 | Юберхен Мартінес Леонель Де Лос Сантос Ельвіс Родрігес Хорхе Вівас Деівіс Хуліо | Стадіон: «Domo José María Vargas» |  |

| 21.04.2017 | Domadores de Cuba                                                             | 5 — 0                          | Colombia Heroicos                                                               | Гавана                              |  |
|            | Франк Зальдівар Лазаро Альварес Роніель Іглесіас Осварі Моррелль Хосе Лардует | 2 — 1 3 — 0 3 — 0 3 — 0 ABD R3 | Цейбер Авіла Альберто Паредес Рікардо Легарда Хуан Каррілльйо Крістіан Сальцедо | Стадіон: «Coliseo Ciudad Deportiva» |  |

| 21.04.2017 | Argentina Condors                                                         | 0 — 5                         | Caciques de Venezuela                                                    | Буенос-Айрес                                   |  |
|            | Фернандо Мартінес Хоель Мафадуат Федеріко Шеніна Хуан Різо Луіс Кальдерон | 1 — 2 0 — 3 KO R1 0 — 3 0 — 2 | Йоель Фіноль Луіс Кабрера Габріель Маестре Альберт Рамірес Едгар Муньйоз | Стадіон: «Estadio Federación Argentina de Box» |  |

## Група B
| Команда                  | Очки | Матчі   | Матчі   | Матчі   | Бої     | Бої     | Бої     |
| Команда                  | Очки | Загалом | Перемог | Поразок | Загалом | Перемог | Поразок |
| ------------------------ | ---- | ------- | ------- | ------- | ------- | ------- | ------- |
| British Lionhearts       | 16   | 6       | 5       | 1       | 30      | 22      | 8       |
| Italia Thunder           | 11   | 6       | 3       | 3       | 30      | 14      | 16      |
| France Fighting Roosters | 11   | 6       | 3       | 3       | 30      | 15      | 15      |
| Morocco Atlas Lions      | 5    | 6       | 1       | 5       | 30      | 9       | 21      |

| 09.02.2017 | Italia Thunder                                                                      | 3 — 2                       | British Lionhearts                                             | Рим                           |  |
|            | Федеріко Серра Франческо Майєта Паоло Ді Ларнія Сальваторе Дівальяро Клементе Руссо | 0 — 3 — 0 1 — 2 3 — 0 3 — 0 | Галал Яфаі Джек Бетесон Сміт Далтон Лука Палантіч Йосіп Філіпі | Стадіон: «Palasport Vespucci» |  |

| 10.02.2017 | Morocco Atlas Lions                                                         | 1 — 4                             | France Fighting Roosters                                                       | Фес                            |  |
|            | Жанер Яссені Тауфік Кахфі Абделхак Надір Юнес Гхаруммі Абдельяліль Абухамда | ABD R4 2:55 0 — 3 0 — 3 0 — 3 — 0 | Самуель Кармона Самуель Кістоуррі Хассан Амзіле П'єр Дібомбе-Екамбі Елен Бабіч | Стадіон: «Salle du 11 janvier» |  |

| 23.02.2017 | Italia Thunder                                                                             | 3 — 2                       | Morocco Atlas Lions                                                           | Рим                           |  |
|            | Джіанмаріо Серра Міхаель Магнезі Вінченцо Манджакапре Валентино Манфредонія Гвідо Віанелло | 0 — 3 — 0 3 — 0 0 — 3 2 — 1 | Абделалі Дарра Мохамед Хамут Анас Массауді Абдельрахман Салах Мохамед Арджауі | Стадіон: «Palasport Vespucci» |  |

| 23.02.2017 | France Fighting Roosters                                         | 2 — 3                       | British Lionhearts                                                           | Париж                   |  |
|            | Елі Конкі Софьян Уміа Сулейман Сіссоко Кевін Леле Джонатан Накто | 0 — 3 — 0 3 — 0 0 — 3 0 — 3 | Мухаммад Алі Люк Маккормак Сайрус Паттінсон Радослав Пантелєєв Фрейзер Кларк | Стадіон: «Salle Wagram» |  |

| 08.03.2017 | British Lionhearts                                              | 5 — 0                          | Morocco Atlas Lions                                                       | Лондон               |  |
|            | Галал Яфаі Пітер Макгрей Конор Лофтус Золтан Харча Йосіп Філіпі | DSQ R1 3 — 0 3 — 0 3 — 0 3 — 0 | Жанер Яссені Редуан Хачфен Юнесс Бааті Юнесс Гаррумі Абдельяліль Абухамда | Стадіон: «York Hall» |  |

| 09.03.2017 | France Fighting Roosters                                                     | 3 — 2                       | Italia Thunder                                                                 | Ле-Канне                        |  |
|            | Мартін Моліна Геоффрей Дос Сантос Хассан Амзіле Нізар Трімех Кевін Куадджові | 2 — 1 0 — 3 — 0 0 — 3 0 — 2 | Федеріко Серра Франческо Гранделлі Енніо Зінгаро Раффаеле Мунно Клементе Руссо | Стадіон: «Salle de la Palestre» |  |

| 23.03.2017 | British Lionhearts                                                      | 5 — 0                         | Italia Thunder                                                                          | Лондон               |  |
|            | Мухаммад Алі Калум Френч Пет Маккормак Радослав Пантелєєв Фрейзер Кларк | 3 — 0 3 — 0 3 — 0 3 — 0 2 — 1 | Мануель Каппаі Мікаель Магнезі Вінченцо Манджакапре Джанлука Розцільїоне Гвідо Віанелло | Стадіон: «York Hall» |  |

| 24.03.2017 | France Fighting Roosters                                                 | 3 — 2                          | Morocco Atlas Lions                                                           | Тулуза                                   |  |
|            | Даніель Асенов Софьян Уміа Фехім Кабань Бакарі Діабіра Марін Міндолчевіч | 3 — 0 2 — 1 RSC R4 3 — 0 1 — 2 | Абделалі Дараа Мохамед Хамут Анас Массауді Абдельрахман Салах Мохамед Арджауі | Стадіон: «Palais Des Sport André-Brouat» |  |

| 06.04.2017 | British Lionhearts                                              | 3 — 2                         | France Fighting Roosters                                              | Лондон               |  |
|            | Галал Яфаі Пітер Макгрей Конор Лофтус Золтан Харча Йосіп Філіпі | 3 — 0 3 — 0 3 — 0 1 — 2 0 — 3 | Мартін Моліна Самуель Кістоаррі Хассан Амзіле Нізар Трімех Ален Бабіч | Стадіон: «York Hall» |  |

| 07.04.2017 | Morocco Atlas Lions                                                           | 3 — 2                        | Italia Thunder                                                                        | Уджда                                        |  |
|            | Саід Бунколт Редуан Хачфен Юнесс Бааті Дмитро Митрофанов Абдельяліль Абухамда | 0 — 3 — 0 2 — 1 ABD R3 1 — 2 | Федеріко Серра Рікардо Дандреа Себастьян Мендізабаль Раффаеле Мунно Крістіан Дімітров | Стадіон: «Salle Omnisports Moulay Al Hassan» |  |

| 20.04.2017 | Italia Thunder                                                                  | 4 — 1                         | France Fighting Roosters                                                          | Рим                           |  |
|            | Джанмаріо Серра Мікаель Магнезі Ерік Лоззарато Адріано Сперандіо Гвідо Віанелло | 3 — 0 3 — 0 2 — 1 1 — 2 3 — 0 | Даніель Асенов Халіл Ель Хадлі Мохамед-Алі Уалі Бакарі Діабіра Александар Мраовіч | Стадіон: «Palasport Vespucci» |  |

| 21.04.2017 | Morocco Atlas Lions                                                         | 1 — 4                       | British Lionhearts                                                       | Касабланка                                     |  |
|            | Імад Аніун Абделлах Будрар Анас Массауді Абдельрахман Салах Мохамед Арджауі | 0 — 3 0 — 3 1 — 2 — 0 1 — 2 | Мухаммад Алі Калум Френч Пет Маккормак Радослав Пантелєєв Петар Белберов | Стадіон: «Salle Omnisport Complexe Mohammed V» |  |

## Група C
| Команда             | Очки | Матчі   | Матчі   | Матчі   | Бої     | Бої     | Бої     |
| Команда             | Очки | Загалом | Перемог | Поразок | Загалом | Перемог | Поразок |
| ------------------- | ---- | ------- | ------- | ------- | ------- | ------- | ------- |
| Astana Arlans       | 15   | 6       | 5       | 1       | 30      | 20      | 10      |
| Patriot Boxing Team | 10   | 6       | 3       | 3       | 30      | 15      | 15      |
| Uzbek Tigers        | 10   | 6       | 3       | 3       | 30      | 19      | 11      |
| China Dragons       | 4    | 6       | 1       | 5       | 30      | 6       | 24      |

| 04.02.2017 | China Dragons                                       | 3 — 2                    | Uzbek Tigers                                                                                 | Санья                                   |  |
|            | Хін Хуянг Лонг Янг Кіанхун Ху Мінганг Чао Джінг Гуо | 0 — 3 0 — 3 WO RSC 2 — 1 | Міроншох Ібрагімов Абдулхай Шарахматов Єльнор Абдалаїмов Улугбек Хакбердиєв Бобурбек Юлдашов | Стадіон: «Yalong Bay conference center» |  |

| 04.02.2017 | Patriot Boxing Team                                                             | 2 — 3                         | Astana Arlans                                                                   | Москва                       |  |
|            | Батор Сагалуєв Артем Хотенов Радмір Абдурахманов Раджаб Раджабов Ілля Квашніков | 2 — 1 0 — 3 2 — 1 1 — 2 0 — 3 | Теміртас Жусупов Ільяс Сулейменов Дільмурат Міжітов Адіхан Аманкул Антон Пінчук | Стадіон: «Dinamo Krylatskoy» |  |

| 18.02.2017 | China Dragons                                                 | 1 — 4                         | Patriot Boxing Team                                                    | Санья                                   |  |
|            | Йонг Чанг Юн Шан Річабіліге Гурчабіліге Гуоюнг Ші Леілеі Ванг | 2 — 1 1 — 2 0 — 3 0 — 3 0 — 3 | Овік Оганнасян Шахрієр Ахмедов Армем Зайцев Даніїл Швед Максим Бабанін | Стадіон: «Yalong Bay conference center» |  |

| 18.02.2017 | Astana Arlans                                                                              | 4 — 1                       | Uzbek Tigers                                                                             | Талдикорган                      |  |
|            | Олжас Саттибаєв Жакір Саффіулін Асланбек Шімбергенов Нурдаулет Жарманов Камшибек Кункабаєв | 3 — 0 3 — 0 2 — 1 0 — 3 — 0 | Кодіров Абройджон Муроджон Ахмадалієв Шахрам Гіясов Бектемір Мелікузієв Баходір Джалолов | Стадіон: «Zhastar Sports Palace» |  |

| 04.03.2017 | Astana Arlans                                                                     | 5 — 0                         | China Dragons                                            | Атирау                                        |  |
|            | Теміртас Жусупов Ільяс Сулейменов Дільмурат Міжітов Сапарбай Айдаров Антон Пінчук | 3 — 0 3 — 0 3 — 0 3 — 0 3 — 0 | Джунджун Гу Лонг Янг Янг Ліу Мінганг Чао Серігій Новіков | Стадіон: «Atyrau Culture And Wellness Centre» |  |

| 04.03.2017 | Uzbek Tigers                                                                               | 5 — 0                         | Patriot Boxing Team                                                                 | Ташкент                            |  |
|            | Хасанбой Дусматов Абдулхай Шарахматов Ельнур Абдураїмов Ізраїл Мадрімов Зухріддін Махкамов | 3 — 0 3 — 0 2 — 1 3 — 0 3 — 0 | Батор Сагалуєв Дмитро Шарафутдінов Радмір Абдурахманов Раджаб Раджабов Іслам Текеєв | Стадіон: «Universal Sport Complex» |  |

| 18.03.2017 | Astana Arlans                                                                  | 4 — 1                         | Patriot Boxing Team                                                                 | Тараз                  |  |
|            | Олжас Саттибаєв Жакір Саффіулін Асланбек Шімбергенов Арман Рісбек Олжаз Букаєв | 3 — 0 3 — 0 3 — 0 2 — 1 0 — 3 | Вячеслав Ташкараков Артур Субханкулов Шахабас Махмудов Павло Сілягін Магомед Омаров | Стадіон: «Taraz Arena» |  |

| 18.03.2017 | Uzbek Tigers                                                                             | 5 — 0                           | China Dragons                                       | Ташкент                            |  |
|            | Аброрджон Кодіров Муроджон Ахмадалієв Шахрам Гіясов Бектемір Мелікузієв Баходір Джалолов | 3 — 0 3 — 0 3 — 0 RSC R2 ABD R3 | Йонг Чанг Сен Ванг Вей Ліу Джіабін Гуанг Гайпенг Му | Стадіон: «Universal Sport Complex» |  |

| 01.04.2017 | Patriot Boxing Team                                                      | 5 — 0                         | China Dragons                                          | Казань                         |  |
|            | Тамір Таланов Бахтовар Назіров Олексій Мазур Петро Хамуков Євген Тищенко | 3 — 0 3 — 0 2 — 1 3 — 0 3 — 0 | Джунджун Гу Лонг Янг Чангчей Мень Мінганг Чао Джін Гуо | Стадіон: «Martial Arts Palace» |  |

| 01.04.2017 | Uzbek Tigers                                                                               | 4 — 1                         | Astana Arlans                                                                     | Ташкент                            |  |
|            | Хасанбой Дусматов Абдулхай Шарахматов Ельнур Абдураїмов Ізраїл Мадрімов Зухріддін Махкамов | 3 — 0 3 — 0 3 — 0 3 — 0 0 — 3 | Теміртас Жусупов Ільяс Сулейменов Дільмурат Міжітов Сапарбай Айдаров Антон Пінчук | Стадіон: «Universal Sport Complex» |  |

| 21.04.2017 | Patriot Boxing Team                                                                | 3 — 2                       | Uzbek Tigers                                                                              | Перм                             |  |
|            | Вячеслав Ташкараков Костянтин Богомазов Артем Зайцев Павло Сілягін Артем Суслєнков | 0 — 3 — 0 3 — 0 2 — 1 0 — 3 | Аброрджон Кодіров Улугбек Дусмарадов Одійджон Аслонов Мадіяр Сайдрахімов Мірзобек Хасанов | Стадіон: «SUKHAREV SPORTCOMPLEX» |  |

| 22.04.2017 | China Dragons                                                   | 2 — 3                         | Astana Arlans                                                                  | Санья                                   |  |
|            | Йонг Чанг Сен Ванг Рішабілідж Хурішабілідж Ліда Ванг Жібао Ванг | 3 — 0 1 — 2 3 — 0 KO R1 0 — 3 | Анвар Музарапов Жакір Саффіулін Асланбек Шімбергенов Арман Рісбек Олжаз Букаєв | Стадіон: «Yalong Bay conference center» |  |

## Плей-оф
|  | Чвертьфінали | Чвертьфінали             | Чвертьфінали      |               |                   | Півфінали          | Півфінали | Півфінали |  |  | Фінал | Фінал             | Фінал |
|  |              |                          |                   |               |                   |                    |           |           |  |  |       |                   |       |
|  | A1           | Domadores de Cuba        | 7                 |               |                   |                    |           |           |  |  |       |                   |       |
|  | C3           | Uzbek Tigers             | 3                 |               |                   |                    |           |           |  |  |       |                   |       |
|  | C3           | Uzbek Tigers             | 3                 |               | A1                | Domadores de Cuba  | 7         |           |  |  |       |                   |       |
|  |              |                          |                   |               | A1                | Domadores de Cuba  | 7         |           |  |  |       |                   |       |
|  |              | A2                       | Colombia Heroicos | 3             |                   |                    |           |           |  |  |       |                   |       |
|  | A2           | A2                       | Colombia Heroicos | 3             | Colombia Heroicos | 6                  |           |           |  |  |       |                   |       |
|  | A2           |                          |                   |               | Colombia Heroicos | 6                  |           |           |  |  |       |                   |       |
|  | B2           | Italia Thunder           | 4                 |               |                   |                    |           |           |  |  |       |                   |       |
|  |              |                          |                   |               |                   |                    |           |           |  |  | A1    | Domadores de Cuba | 5     |
|  |              |                          | C1                | Astana Arlans | 6                 |                    |           |           |  |  |       |                   |       |
|  | B1           | British Lionhearts       | 5                 |               |                   |                    |           |           |  |  |       |                   |       |
|  | B3           | France Fighting Roosters | 5                 |               |                   |                    |           |           |  |  |       |                   |       |
|  | B3           | France Fighting Roosters | 5                 |               | B1                | British Lionhearts | 3         |           |  |  |       |                   |       |
|  |              |                          |                   |               | B1                | British Lionhearts | 3         |           |  |  |       |                   |       |
|  |              | C1                       | Astana Arlans     | 7             |                   |                    |           |           |  |  |       |                   |       |
|  | C1           | C1                       | Astana Arlans     | 7             | Astana Arlans     | 7                  |           |           |  |  |       |                   |       |
|  | C1           |                          |                   |               | Astana Arlans     | 7                  |           |           |  |  |       |                   |       |
|  | C2           | Patriot Boxing Team      | 3                 |               |                   |                    |           |           |  |  |       |                   |       |

| Чвертьфінал 11.05.2017 | Patriot Boxing Team                                                          | 2 — 3                          | Astana Arlans                                                                     | Кемерово                                          |  |
|                        | Батор Сагалуєв Максім Чернишов Олексій Мазур Андрій Ковальчук Ілля Квашніков | 3 — 0 0 — 3 1 — 2 0 — 3 RSC R1 | Теміртас Жусупов Ільяс Сулейменов Дільмурат Міжітов Сапарбай Айдаров Антон Пінчук | Стадіон: «Arena Sports And Entertainment Complex» |  |

| Чвертьфінал 11.05.2017 | France Fighting Roosters                                                   | 3 — 2                           | British Lionhearts                                              | Париж                   |  |
|                        | Самуель Кармона Самуель Крістохаррі Хассан Амзіль Рашід Ачуа Кевін Кудйові | 3 — 0 2 — 1 0 — 3 ABD R5 RSC R3 | Галал Яфаі Пітер Макгрейл Конор Лофтус Лука Плантіч Девід Найка | Стадіон: «Salle Wagram» |  |

| Чвертьфінал 13.05.2017 | Italia Thunder                                                                           | 3 — 2                           | Colombia Heroicos                                                        | Рим                           |  |
|                        | Федеріко Серра Франческо Гранделлі Себастьян Мендізабаль Дмитро Митрофанов Амін Еттесамі | 3 — 0 2 — 1 0 — 3 ABD R5 RSC R3 | Юберхен Мартінес Джон Мартінес Браям Ріко Пабон Хорхе Вівас Деівіс Хуліо | Стадіон: «Palasport Vespucci» |  |

| Чвертьфінал 13.05.2017 | Uzbek Tigers                                                                             | 3 — 2                       | Domadores de Cuba                                                               | Самарканд                      |  |
|                        | Хасанбой Дусматов Муроджон Ахмадалієв Ікбольйон Холдаров Ізраїл Мадрімов Санжар Турсунов | 3 — 0 2 — 1 0 — 3 — 0 0 — 3 | Хоаніс Архілагос Хав'єр Ібанес Діас Енді Круз Гомес Арлен Лопес Ерісланді Савон | Стадіон: «Amphitheater Mojiza» |  |

| Чвертьфінал 19.05.2017 | Colombia Heroicos                                                        | 4 — 1                         | Italia Thunder                                                                        | Пальміра                                              |  |
|                        | Цейбер Авіла Еччехомо Ромеро Рохан Поланко Карлос Міна Крістіан Сальцедо | 3 — 0 3 — 0 3 — 0 3 — 0 0 — 3 | Джанмаріо Серра Джуадалупе Акоста Арісон Дос Сантос Джанлука Росцігліоне Міхай Ністор | Стадіон: «Coliseo Cubierto Ramón Elías López Mazuera» |  |

| Чвертьфінал 19.05.2017 | Domadores de Cuba                                                                | 5 — 0                         | Uzbek Tigers                                                                           | Гавана                              |  |
|                        | Йосвані Вейтія Лазаро Альварес Роніель Іглесіас Хуліо Сезар Ла Круз Хосе Лардует | 3 — 0 3 — 0 3 — 0 3 — 0 3 — 0 | Жасурбек Латіпов Альнур Абдулраїмов Шахрам Гіясов Бектемір Мелікузієв Баходір Джалолов | Стадіон: «Coliseo Ciudad Deportiva» |  |

| Чвертьфінал 20.05.2017 | Astana Arlans                                                                  | 4 — 1                               | Patriot Boxing Team                                                         | Караганда                        |  |
|                        | Олжас Саттібаєв Жакір Сафіуллін Асланбек Шимбергенов Арман Рисбек Дмитро Жішко | 3 — 0 3 — 0 3 — 0 3 — 0 3 — 0 0 — 3 | Іван Абрамов Шахрійор Ахмедов Шакхабас Махмудов Імам Хатаєв Артем Сусленков | Стадіон: «Boxing Centre Sapiyev» |  |

| Чвертьфінал 20.05.2017 | British Lionhearts                                                   | 3 — 2                         | France Fighting Roosters                                                           | Лондон               |  |
|                        | Вілл Кавлей Калум Френч Андрас Вадаш Алезандро Камачо Патрік Майлата | 3 — 0 3 — 0 2 — 1 0 — 3 1 — 2 | Абдельхафід Бенайча Хадлі Ель Хадрі Мухамед-Алі Уалі Бакарі Діабіра Джонатан Накто | Стадіон: «York Hall» |  |

| Півфінал 03.06.2017 | Astana Arlans                                                                    | 4 — 1                          | British Lionhearts                                                       | Костанай                         |  |
|                     | Теміртас Жусупов Ільяс Сулейменов Дільмурат Міжітов Абікхан Аманкул Антон Пінчук | 3 — 0 ABD R5 3 — 0 3 — 0 0 — 3 | Кіаран Макдональд Крістофер Бурке Конор Лофтус Нікіта Абабій Девід Найка | Стадіон: «Kostanay Sport Palace» |  |

| Півфінал 03.06.2017 | Colombia Heroicos                                                                     | 3 — 2                       | Domadores de Cuba                                                           | Соледад                                           |  |
|                     | Юберхен Мартінес Леонель Де Лос Сантос Елвіс Родрігес Хорхе Вівас Деівіс Хуліо Бланко | 3 — 0 3 — 0 0 — 3 — 0 1 — 2 | Хорхе Грінан Хав'єр Ібанес Діас Енді Круз Гомес Арлен Лопес Ерісланді Савон | Стадіон: «Atlántico - Plaza Principal De Soledad» |  |

| Півфінал 08.06.2017 | British Lionhearts                                             | 2 — 3                           | Astana Arlans                                                                         | Лондон               |  |
|                     | Ніалл Фаррелл Чад Мілнес Кумар Маной Томас Харт Патрік Маілата | 1 — 2 ABD R3 0 — 3 2 — 1 ABD R3 | Олжас Саттібаєв Жакір Сафіуллін Асланбек Шимбергенов Арман Рисбек Нурсултан Аманжолов | Стадіон: «York Hall» |  |

| Півфінал 09.06.2017 | Domadores de Cuba                                                                | 5 — 0                           | Colombia Heroicos                                                             | Гавана                              |  |
|                     | Йосвані Вейтія Лазаро Альварес Роніель Іглесіас Хуліо Сезар Ла Круз Хосе Лардует | 3 — 0 3 — 0 3 — 0 RSC R4 RSC R1 | Йохан Варгас Альберто Паредес Рікардо Легарда Єїссон Камарго Джуніор Гонсалес | Стадіон: «Coliseo Ciudad Deportiva» |  |

| Фінал 15.07.2017 | Astana Arlans                                                                     | 2 — 3                         | Domadores de Cuba                                                               | Астана                                    |  |
|                  | Теміртас Жусупов Ільяс Сулейменов Дільмурат Міжітов Абільхан Аманкул Антон Пінчук | 3 — 0 3 — 0 1 — 2 0 — 3 0 — 3 | Хоаніс Архілагос Хав'єр Ібанес Діас Енді Круз Гомес Арлен Лопес Ерісланді Савон | Стадіон: «Sport Palace Kazakhstan Astana» |  |

| Фінал 15.07.2017 | Astana Arlans                                                                                  | 4 — 2                             | Domadores de Cuba                                                                                  | Астана                                    |  |
|                  | Олжас Саттібаєв Жакір Сафіуллін Асланбек Шимбергенов Арман Рисбек Олжаз Букаєв Олжаз Баініязов | 0 — 3 2 — 1 3 — 0 0 — 3 — 0 2 — 1 | Йосвані Вейтія Лазаро Альварес Роніель Іглесіас Хуліо Сезар Ла Круз Тойрак Йоандрі Франк Зальдівар | Стадіон: «Sport Palace Kazakhstan Astana» |  |

## Боксер тижня
| Тиждень       | Боксер              | Команда                    | Примітки |
| ------------- | ------------------- | -------------------------- | -------- |
| 1             | Арлен Лопес         | «Domadores de Cuba»        |          |
| 2             | Клементе Руссо      | «Italia Thunder»           |          |
| 3             | Хосе Лардует        | «Domadores de Cuba»        |          |
| 4             | Сулейман Сіссоко    | «France Fighting Roosters» |          |
| 5             | Хасанбой Дусматов   | «Uzbek Tigers»             |          |
| 6             | Галал Яфаі          | «British Lionhearts»       |          |
| 7             | Шахрам Гіясов       | «Uzbek Tigers»             |          |
| 8             | Пет Маккормак       | «British Lionhearts»       |          |
| 9             | Ізраїл Мадрімов     | «Uzbek Tigers»             |          |
| 10            | Пітер Макгрей       | «British Lionhearts»       |          |
| 12            | Мухаммад Алі        | «British Lionhearts»       |          |
| 1 Чвертьфінал | Ізраїл Мадрімов (2) | «Uzbek Tigers»             |          |
| 2 Чвертьфінал | Соломон Дакрес      | «British Lionhearts»       |          |
| Півфінали     | Абікхан Аманкул     | «Astana Arlans»            |          |